# Benny Urquidez
Benny Urquidez, soprannominato "The Jet" (Tarzana, 20 giugno 1952), è un artista marziale e attore statunitense.
Artista marziale distintosi per il grande talento, nasce il 20 giugno 1952 da una famiglia meticcia (ispanica e nativa americana) di professionisti della lotta: il padre è un pugile e la madre lottatrice di wrestling negli anni quaranta. Di conseguenza sia Benny che i suoi fratelli e sorelle intraprendono una carriera sportiva agonistica in vari campi marziali.

## Biografia
All'età di cinque anni partecipa al torneo Pee Wee Boxing, che si svolge all'Olympic Auditorium di Los Angeles.
In seguito il giovane Benny si indirizza verso il kenpo karate, divenendone cintura nera all'età di soli 14 anni benché vigesse la regola del tetto minimo dei 18. Il giovane atleta poté contare su questa eccezione grazie alla sua particolare abilità, che lo rendeva un avversario formidabile per i compagni di corso.
Agli inizi degli anni settanta, compiuti i 18 anni, diventa allenatore nella scuola di Ed Parker, uno dei suoi maestri, continuando però gli studi di altri stili marziali. Diventa esperto in ben nove arti marziali:
- karate shotokan
- kung fu (stile della gru bianca)
- taekwondo
- muay thai
- aikidō
- Jūdō
- ju jitsu

Nel 1973 fa parte del team di lottatori che Ed Parker porta in giro per l'Europa con il nome di Los Angeles Stars. L'operazione è sponsorizzata da Elvis Presley.
Forte dell'esperienza acquisita, nel 1974 intraprende una luminosa carriera da professionista nel full contact, che lo porta a raggiungere il traguardo di più di 200 vittorie, fra cui 57 knock-out, senza alcuna sconfitta, e difendendo per 63 volte il proprio titolo. È l'unico lottatore ad aver vinto sei titoli mondiali in cinque categorie di peso, e questo per 24 anni consecutivi.
Grazie alla velocità nell'eseguire le sue tecniche viene soprannominato "The Jet".
Nel 1977, in un incontro della WKA, batte il campione Katsuyuki Suzuki in Giappone, davanti a 22 000 persone. Subito dopo la vittoria sale sul ring il campione precedente, Kunimatsu Okao, per sfidarlo apertamente. Benny accetta la sfida senza conoscere però le qualità dello sfidante. Durante l'incontro, infatti, subisce gli attacchi del suo avversario, apparentemente molto più bravo di lui. Ma, una volta accortosi che il mento è il punto debole dell'avversario, la vittoria arriva velocemente. Diventa un eroe in Giappone, vedendo anche la nascita di un fumetto a lui dedicato.
Nel 1978 la rivista specialistica Black Belt lo saluta come miglior combattente dell'anno.
Abbandonata la sua carriera agonistica, si dedica a quella cinematografica come personal trainer di molte star, come John Cusack, Tom Cruise, Nicolas Cage e moltissimi altri, ed inoltre partecipa a diversi film spesso in piccoli ruoli da "cattivo". Degni di nota sono i suoi combattimenti sullo schermo con l'attore cinese Jackie Chan, prima in Il mistero del conte Lobos (titolo originale Kuai can che o internazionale Wheels on Meals, 1984) e poi in Dragons Forever (Fei lung maang jeung, 1988, inedito in Italia).
Malgrado il suo ritiro dal ring, nel 1993, all'età di 42 anni, accetta la sfida del campione mondiale dei pesi medio-leggeri Yoshihisa Tagami, di 25 anni. Nel corso di 12 riprese, durante le quali si ferisce anche seriamente, Benny riesce a vincere l'incontro.
Benny ha creato il suo stile personale di Karate (KickBoxing) chiamato Ukidokan. Il nome Ukidokan deriva dall'acronimo U.KI.DO.KAN, dove U rappresenta il clan Urquidez, KI sta per energia, DO rappresenta "la via" e Kan indica il Dojo, ovvero la casa. Ukidokan significa anche "modo di vita". In Italia, questo stile è insegnato dal Maestro, cintura nera di quinto livello Tiziano Garbini. Riconosciuto come disciplina marziale moderna dalla Okinawan Masters of Japan, lo stile aiuta a gestire le emozioni sotto pressione e tiene conto solo delle tecniche efficaci dei vari stili padroneggiati da Sensei Benny.
Nella gestione della sua palestra, la "Jet's Gym" (una delle più quotate di Hollywood), è aiutato da molti professionisti, ma soprattutto dalla moglie, Sara "Eagle-Woman", di origine pellerossa come lui (lei di origine Apache Chiricahua e lui Blackfoot). Sua figlia Monique è una modella e lottatrice di kickboxing.
Ha scritto quattro libri per l'insegnamento delle arti marziali.

## Filmografia
Vengono riportati solo i titoli usciti in Italia:
- Forza: 5 (1981)
- Il mistero del conte Lobos (1984)
- Cena a Sorpresa (1988)
- Codice marziale (1990) [cameo]
- Bloodmatch - l'ultima sfida (1991)
- I gladiatori della strada (1992) [cameo]
- La notte dell'imbroglio (1992)
- Street Fighter (1994) [cameo]
- L'ultimo contratto (1997)
- 1408 (2007)